# Пеканка, Элеонора
Элеонора Пеканка (в замужестве — Бендлингер; нем. Eleonore Pecanka (Bendlinger); род. 27 октября 1956, Вена) — австрийская хоккеистка на траве, полевой игрок. Участница летних Олимпийских игр 1980 года.

## Биография
Элеонора Пеканка родилась 27 октября 1956 года в австрийском городе Вена.
Играла в хоккей на траве за венский «Пост». Провела 106 матчей за женскую сборную Австрии.
В 1980 году вошла в состав женской сборной Австрии по хоккею на траве на летних Олимпийских играх в Москве. Играла в поле, провела 5 матчей, мячей не забивала.
После окончания выступлений работала тренером. Основала клуб по хоккею на траве для девушек «Пфаффштетт».

## Семья
Отец — Йозеф Пеканка (1925—2015), германский и австрийский хоккеист на траве и футболист, тренер по футболу и хоккею на траве. Участник летних Олимпийских игр 1948 и 1952 годов как игрок, летних Олимпийских игр 1980 года как тренер.
Дядя — Алоис Пеканка (1927—2018), австрийский футболист и хоккеист.
Дядя — Роберт Пеканка (1930—2013), австрийский хоккеист на траве, футболист и теннисист. Участник летних Олимпийских игр 1952 года.
Младшая сестра — Бригитта Пеканка (в замужестве — Зеди; род. 1959), австрийская хоккеистка на траве. Участница летних Олимпийских игр 1980 года.